# Heinrich II. (Mecklenburg)
Heinrich II., Herr zu Mecklenburg, genannt der Löwe (* nach dem 14. April 1266; † 21. Januar 1329 in Sternberg), war von 1287 bis 1298 Regent, von 1298 bis 1302 Mitregent und von 1302 bis 1329 alleiniger Herr von Mecklenburg.

## Leben

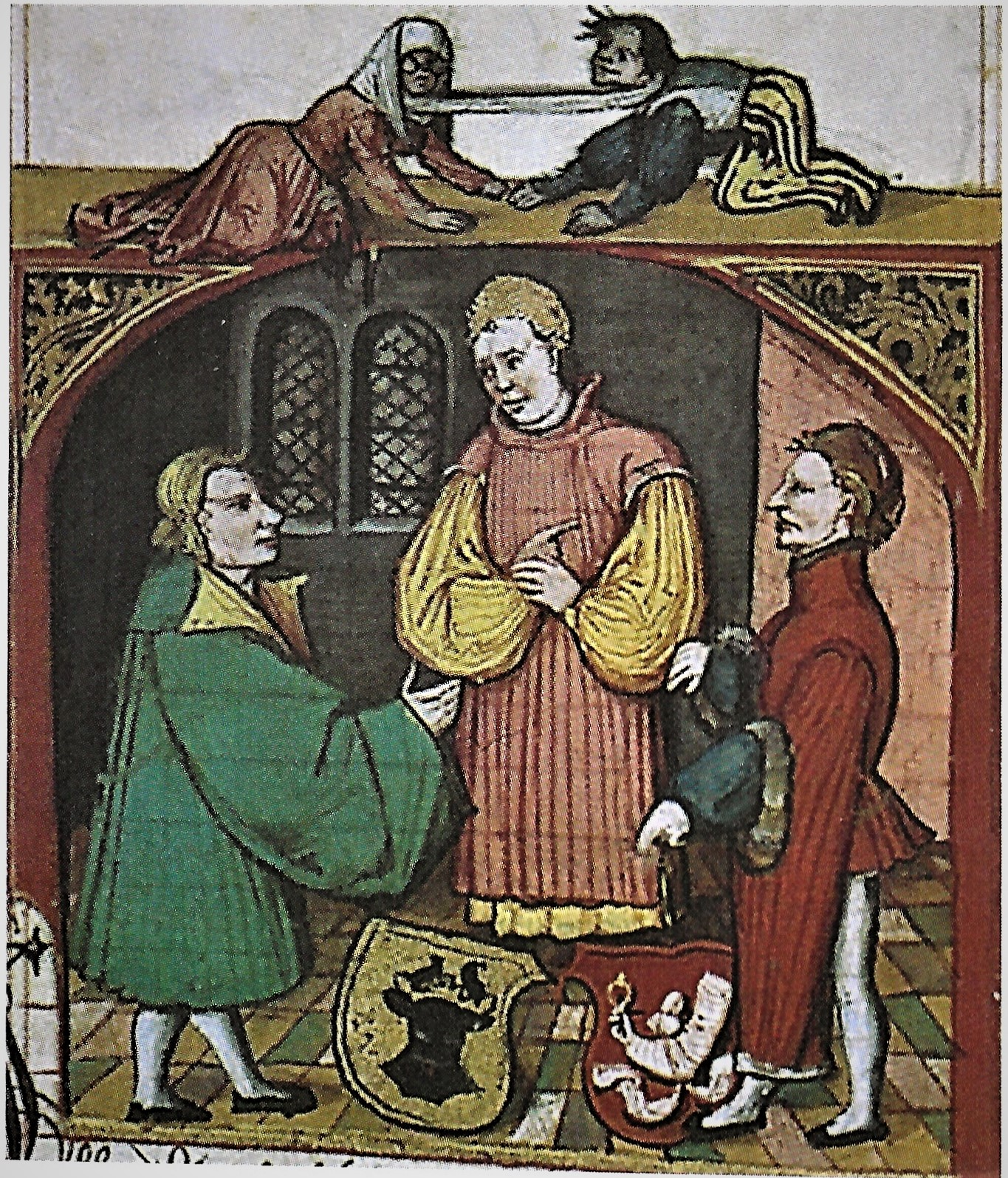
Heinrich II. mit seinen Söhnen Albrecht II. (links) und Johann I. (rechts) in der Schweriner Reimchronik (vermutl. 1520)

Heinrich II. war ein Sohn Heinrichs I. (genannt der Pilger) und regierte 1287–1289 gemeinsam mit seinem Bruder Johann III. Zuvor (seit dem Jahr 1275) übte seine Mutter Anastasia von Pommern mit seinem Onkel Nikolaus III. (bis 1290) und Johann II. (bis 1283) die Regentschaft aus. Er war 1298–1301 Mitregent seines Vaters und folgte diesem nach dessen Gefangennahme und spätestens nach dessen Tod 1302 in der Regierung. Albrecht II. und Johann I. waren seine Söhne.
Am Anfang seiner Regierungszeit führte er erfolglos Krieg gegen Nikolaus II. von Werle um die Erbfolge von Heinrich I. von Werle. Um 1299 – nach dem Tod der Söhne seines Schwiegervaters Albrecht III. – wurde Heinrich II. von diesem durch Kaufvertrag (oder Scheinkauf) das Land Stargard als brandenburgisches Lehen übertragen. Dieses war schon 1292 als Wittum von seiner Frau Beatrix von Brandenburg mit in die Ehe gebracht worden. Nach dem Tod Albrechts sicherte ihm der Wittmannsdorfer Vertrag vom 15. Januar 1304 das Land bis zum Tode seiner Frau († 22. September 1314) als Lehen.
Im Jahr 1299 unternahm er einen ersten Versuch, im Bündnis mit dem Markgrafen von Brandenburg und Nikolaus II. von Werle das Fürstentum Rostock zu erobern. Dessen Fürst Nikolaus I. von Rostock stellte sein Land im Jahr 1300 unter Schutz und die Lehensherrschaft des Königs Erich von Dänemark. Diesem unterlag Heinrich und der dänische König wurde selbst Besitzer der Herrschaft Rostock. Im Jahr 1304 kam Heinrich II. zusammen mit dem Markgrafen von Brandenburg dem böhmischen König Wenzel II. von Böhmen im Krieg gegen König Albrecht I. zu Hilfe. Dieser Krieg brachte Heinrich II. den Beinamen der Löwe. Um die Herrschaft Stargard zu festigen, wurde im Zentrum der Herrschaft der Ort Cölpin als Landtags-, Huldigungs- und Musterstelle bestimmt. 
Ab 1308 folgte der Norddeutsche Markgrafenkrieg (1308–1317) gegen die Hansestädte Stralsund, Wismar und Rostock und die ehemaligen verbündeten brandenburgischen Markgrafen. Auslöser war die Weigerung Wismars, die Hochzeit seiner Tochter Mechthild mit dem Herzog Otto zu Braunschweig-Lüneburg in der Stadt durchzuführen. Die Hochzeit ließ er daraufhin in Sternberg durchführen. Diese Stadt wählte Heinrich II. danach zu seiner Residenz. Schon 1311 unterwarf sich Wismar und Heinrich II. zog gegen Rostock. Am 15. Dezember 1312 wurde Rostock nach heftiger Gegenwehr eingenommen. Bei Heinrichs Pilgerzug 1313 nach Madonna della Rocca erhob sich Rostock, wurde aber am 12. Januar 1314 schnell eingenommen. Der Alte Rat, um den Ratsherrn Bernhard Kopman, wurde wieder ins Amt gesetzt. 1315 kämpfte Heinrich II. gegen die Stadt Stralsund und musste sich gegen die Besetzung des Landes Stargard durch den brandenburgischen Markgraf Waldemar zur Wehr setzen. Dieser betrachtete nach dem Tode von Heinrichs Frau Beatrix das Lehen Stargard als erledigt und forderte es zurück. Die Belagerung Stralsunds musste Heinrich II. im Juli 1316 erfolglos aufgeben, konnte aber die Brandenburger aus dem Land Stargard vertreiben und in der Schlacht bei Gransee besiegen. Mit dem Templiner Frieden vom 25. November 1317 wurde ihm die Herrschaft Stargard endgültig als brandenburgisches Lehen zugesprochen.

Im Jahr 1319 kämpfte er zusammen mit Grafen Gerhard von Holstein erfolglos gegen die Dithmarscher. Diese siegten in der Schlacht von Wöhrden, aus der Heinrich II. nur mit Mühe entkam. In dieser Zeit kam es auch zu einem Bündnis mit der schwedischen Herzogin Ingeborg Håkonsdotter, das 1321 durch einen Ehevertrag zwischen Eufemia Eriksdatter, der Tochter Ingeborgs aus ihrer Ehe mit Herzog Erik von Schweden, und Albrecht, dem Sohn Herzog Heinrichs besiegelt wurde. Das Bündnis war gegen das nach dem Tod Erik Menveds geschwächte Dänemark auf Rückeroberung von Schonen gerichtet. Nach dem Tod des brandenburgischen Markgrafen Waldemar eroberte er die Prignitz und die Uckermark. Nach einem erneuten Krieg gegen Rostock, gelang es ihm mit den dänischen König Christoph II. am 21. Mai 1323 Frieden zu schließen. Er erhielt die Herrschaft Rostock einschließlich der Vogteien Gnoien und Schwaan als erbliche Lehen von Dänemark. Im Krieg gegen den neuen brandenburgischen Markgrafen Ludwig I. (unter Vormundschaft des Grafen Berthold von Henneberg) verlor er seine Eroberungen in der Uckermark und in der Prignitz und musste am 24. Mai 1325 gegen Abfindung Frieden schließen. Auch der Rügische Erbfolgekrieg nach dem Tod des letzten Fürsten von Rügen, Wizlaw, am 10. November 1325 endete nach hartem Kampf im Frieden zu Brudersdorf am 27. Juni 1328 nur mit dem Pfandbesitz der Vogtei Barth. Am 21. Januar 1329 starb Heinrich II.

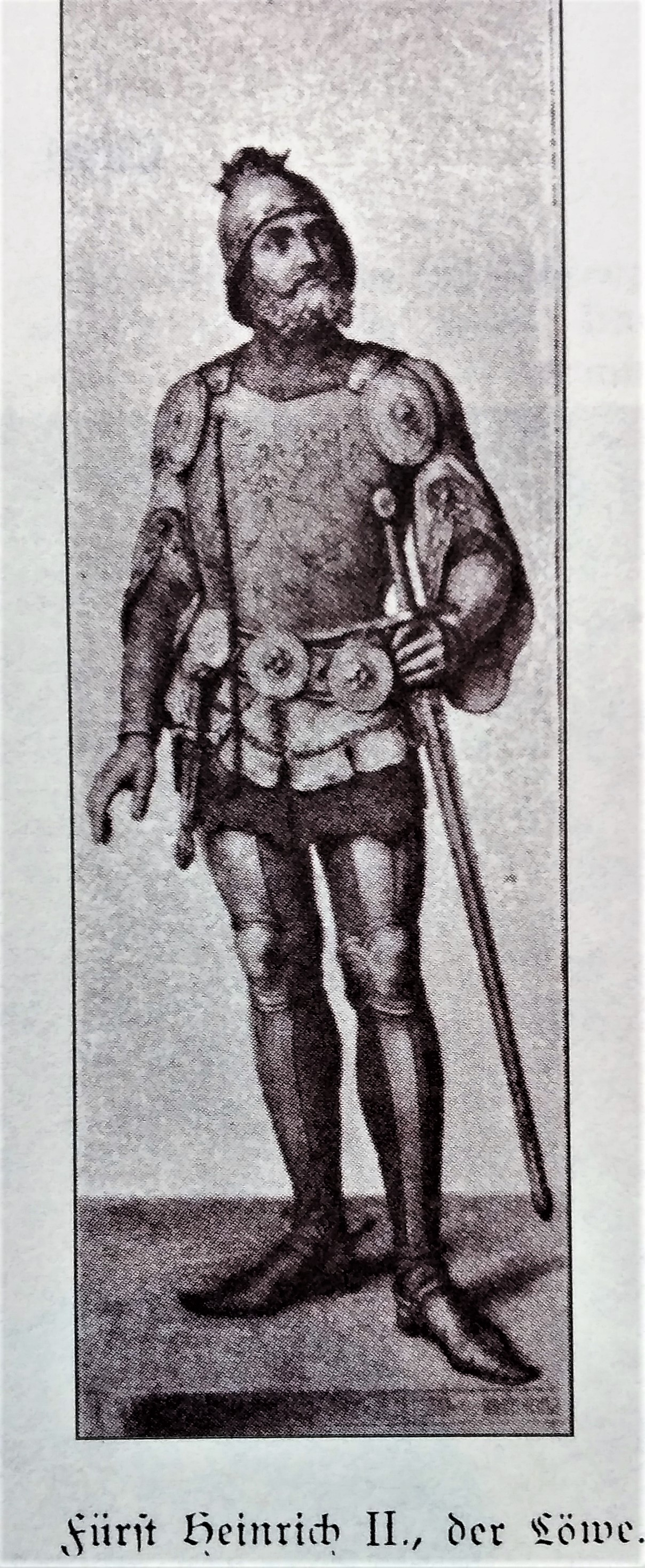
Nach einer Glasmalerei im Schloss Schwerin, 19. Jhrh.

Über seine gesamte Regierungszeit hinweg stützte sich Heinrich II. stark auf die mecklenburgische Ritterschaft, die er für seine expansive Politik zwingend benötigte und die im Gegenzug nicht minder stark von der Politik ihres Landesherrn profitierte. Anstatt sich bei der Landesverteidigung wie bisher vor allem auf kleine Burgbesatzungen und das Aufgebot der mecklenburgischen Ritterschaft zu verlassen, löste Heinrich II. stattdessen die alten Burglehen auf und erweiterte dafür ab den 1290er Jahren sein Gefolge stark auf schließlich rund 400 Ritter und Knappen. Um dieses überhaupt unterhalten zu können, war er gezwungen, sich nacheinander in den Dienst Lübecks, Brandenburgs und schließlich Dänemarks zu stellen. Seit dem Norddeutschen Markgrafenkrieg (1308–1317) nahm Heinrich II. eine weitere militärische Veränderung vor, indem er von nun an niederadlige Kriegsunternehmer aus den mecklenburgischen Adelsgeschlechtern Dewitz, Plessen, Stralendorf, Preen, Moltke, Lützow, Barnekow und Maltzan einsetzte, um seine Kriegsführung angesichts verschiedener Kriegsschauplätze zu flexibilisieren. Da Heinrich II. jedoch die finanziellen Mittel fehlten, um seine niederadligen Kriegsunternehmer bar auszuzahlen, war er gezwungen, weite Teile des Landes an diese zu verpfänden. Mit den enormen Gewinnen aus dem Kriegsunternehmertum stieg die Mehrzahl dieser Familien auf diese Weise zu den führenden Adelsgeschlechtern des Landes auf. Obwohl also Heinrich II. sein Herrschaftsgebiet mit dem Zugewinn der Herrschaften Stargard und Rostock sowie der Vogteien Lübz und Grabow mehr als verdreifachte, verbesserte sich aufgrund der massiven Vogteiverpfändungen seine Einkommenssituation nicht. Die ihm eng vertrauten führenden Mitglieder der Ritterschaft nahm Heinrich II. auf dem Sterbebett in die Pflicht, für seine noch unmündigen Söhne aus zweiter Ehe als Vormünder zu agieren.
Heinrich II. war in erster Ehe mit Beatrix von Brandenburg († vor 25. September 1314), Tochter von Albrecht III. von Brandenburg, in zweiter Ehe nach dem 6. Juli 1315 mit Anna zu Sachsen-Wittenberg († zw. 25. Juni 1327 und dem 9. August 1328), Tochter des Herzogs Albrecht zu Sachsen-Wittenberg und in dritter Ehe mit Agnes, Tochter des Grafen Günther von Lindow-Ruppin († nach dem 30. Juli 1343) verheiratet.

## Kinder
mit Beatrix:
- Mechthild (1293–1357) ⚭ seit 1311 Herzog Otto zu Braunschweig-Lüneburg

mit Anna von Sachsen-Wittenberg:
- Heinrich (1316–1321)
- Anastasia (1317–1321)
- Albrecht II., genannt Der Große (1318–1379), Herr von Mecklenburg, und ab 1348 erster Herzog zu Mecklenburg
- Agnes (* nach 1320; † vor 1341) ⚭ 6. Januar 1338 mit Nikolaus III. Herr von Werle-Güstrow
- Johann I. (1329–1392), Herr von Mecklenburg, 1348 Herzog zu Mecklenburg-Stargard
- Beatrix (1324–5. August 1399) Äbtissin im Kloster Ribnitz (1348–1395)